# Lu (État)
Pour les articles homonymes, voir LU.
Xe siècle av. J.-C. – 249 av.J.-C.
Entités précédentes :
- Dynastie Zhou

Entités suivantes :
- Chu

Lu (魯國, pinyin lǔ gúo « État de Lu ») est un ancien État de la Chine pendant la Dynastie Zhou ( périodes de la Dynastie Zhou de l'Ouest puis de la Dynastie Zhou de l'Est elle-même divisée en période des Printemps et Automnes et Période des Royaumes combattants).

## Situation
La capitale de l'État de Lu est Qufu et son territoire couvre principalement les régions centrales et du sud-ouest de la province chinoise actuelle du Shandong. Il était entouré par de puissants États : Qi au nord et Chu au sud.

## Histoire

### Famille régnante
Fondé au Xe siècle av. J.-C., son duc utilisait Ji, nom du clan royal des Zhou, comme nom de famille. Le premier duc fut le duc de Zhou, frère du roi Wu et premier ministre du pays entier. Le second duc est Ji Boqin (Bo Qin (en) (1068-998)).

### Troubles politiques
Le pouvoir politique est finalement divisé entre trois chefs de guerre, Jisun, Mengsun et Shusun. En -505, le clan Ji est jeté aux fers par Yang Hu qui s'appropria le pouvoir. Le duc de Lu est envoyé en exil. Mais en -501, les Trois familles (三桓) renversèrent Yang Hu et mirent un des fils du précédent duc sur le trône ducal (qui devint le duc Ding). Yang Hu s'enfuit au pays Qi (齐国 / 齊國, qíguó) demander la protection à son duc, le duc Jing de Qi, qui lui refusa et Yang Hu fut arrêté et emprisonné. Plutôt rusé, il trouva néanmoins une façon de s'échapper et s'enfuit jusqu'à l'état de Jin, où il se mit sous la protection du vicomte Jian de Zhao.

### Déclin
Bien qu'une invasion de Qi ait pu être repoussée lors de la bataille de Changshao en -684, l’État est en déclin durant la période des Printemps et des Automnes. Lu est envahi en -256 par l'État de Chu et définitivement annexé en -249.

## Culture

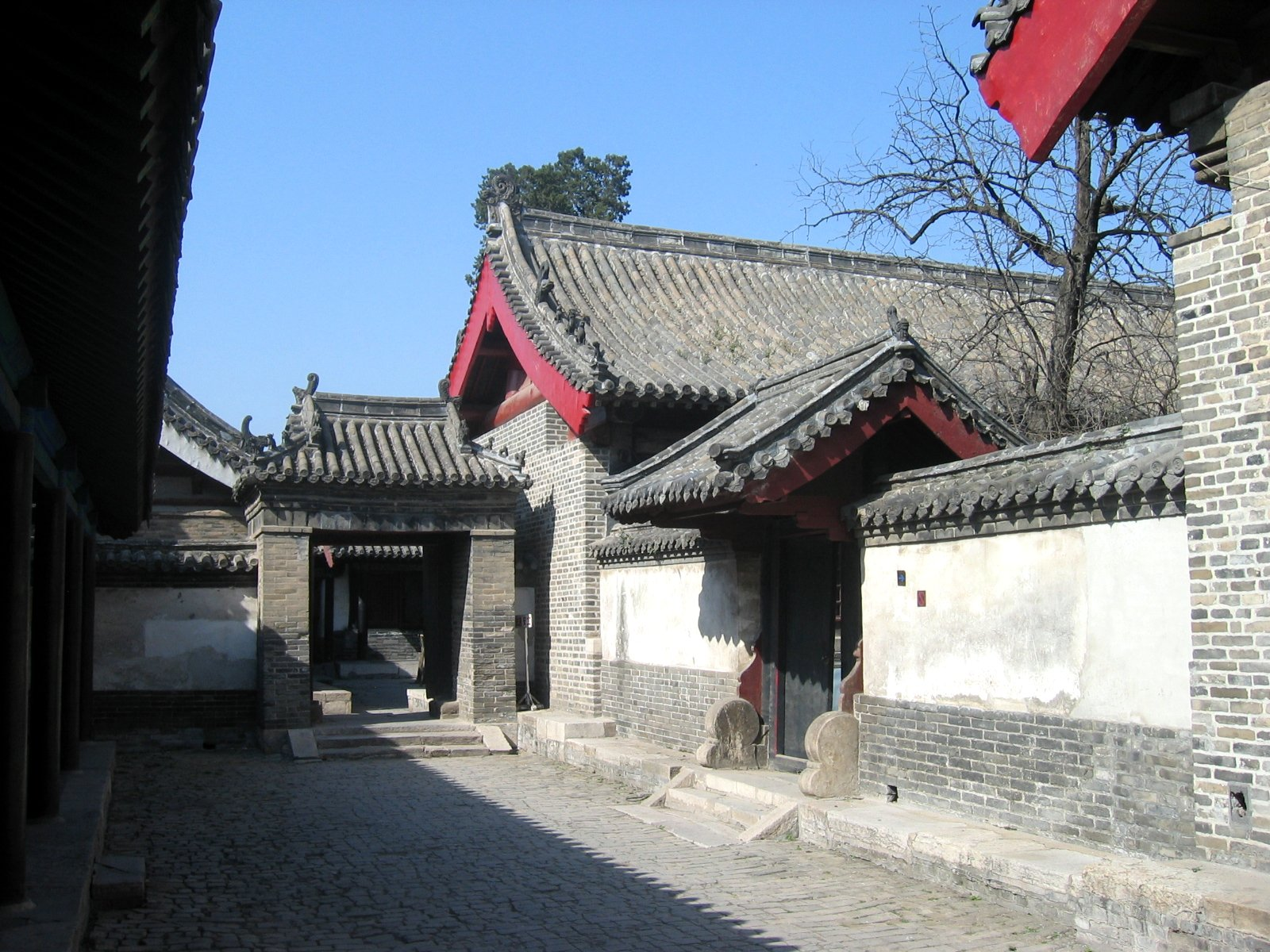
Maison de Confucius à Qufu.

Lu est le pays natal de Confucius, à qui la tradition attribue les Annales des Printemps et des Automnes, chronique de Lu. Les historiens modernes contestent cette attribution. Une autre pièce maîtresse de l'histoire de la Chine, le Zuo Zhuan ou Annales de Zuo, commentaire des Annales des Printemps et des Automnes, a aussi été écrite à Lu.

## Ducs
| Nom personnel | Nom personnel | Nom posthume (gong signifie « duc ») | Nom posthume (gong signifie « duc ») | Règne                         |
| ------------- | ------------- | ------------------------------------ | ------------------------------------ | ----------------------------- |
| 姬但          | Ji Dan        | 魯周公                               | Lu Zhougong                          |                               |
| 姬伯禽        | Ji Boqin      | 魯公伯禽                             | Lugong Boqin (en)                    | 1043 av. J.-C. -998 av. J.-C. |
| 姬酉          | Ji You        | 魯孝公                               | Lu Kaogong (en)                      | 997 av. J.-C. -994 av. J.-C.  |
| 姬熙          | Ji Xi         | 魯煬公                               | Lu Yanggong (en)                     | 993 av. J.-C. -988 av. J.-C.  |
| 姬宰          | Ji Zai        | 魯幽公                               | Lu Yougong (en)                      | 987 av. J.-C. -974 av. J.-C.  |
| 姬沸          | Ji Fu         | 魯魏公                               | Lu Weigong (zh)                      | 973 av. J.-C. -924 av. J.-C.  |
| 姬擢          | Ji Zhuo       | 魯厲公                               | Lu Ligong (zh)                       | 923 av. J.-C. -887 av. J.-C.  |
| 姬具          | Ji Ju         | 魯獻公                               | Lu Xiangong (zh)                     | 886 av. J.-C. -855 av. J.-C.  |
| 姬濞          | Ji Bi         | 魯真公                               | Lu Zhengong (zh)                     | 856 av. J.-C. -826 av. J.-C.  |
| 姬敖          | Ji Ao         | 魯武公                               | Lu Wugong (zh)                       | 826 av. J.-C. –816 av. J.-C.  |
| 姬戲          | Ji Xi         | 魯懿公                               | Lu Yigong (zh)                       | 816 av. J.-C. –807 av. J.-C.  |
| 姬伯御        | Ji Boya       | 君伯御 (usurpateur)                  | Jun Boya (zh)                        | 807 av. J.-C. –796 av. J.-C.  |
| 姬稱          | Ji Cheng      | 魯孝公                               | Lu Xiaogong (zh)                     | 796 av. J.-C. –769 av. J.-C.  |
| 姬弗涅        | Ji Funie      | 魯惠公                               | Lu Huigong (zh)                      | 769 av. J.-C. –723 av. J.-C.  |
| 姬息姑        | Ji Xigu       | 魯隱公                               | Lu Yingong (zh)                      | 723 av. J.-C. –712 av. J.-C.  |
| 姬軌          | Ji Gui        | 魯桓公                               | Lu Huangong (zh)                     | 712 av. J.-C. –694 av. J.-C.  |
| 姬同          | Ji Tong       | 魯莊公                               | Lu Zhuanggong (zh)                   | 694 av. J.-C. –662 av. J.-C.  |
| 姬般          | Ji Ban        | usurpateur                           | Ziban (zh)                           | 662 av. J.-C.                 |
| 姬啟方        | Ji Qifang     | 魯湣公                               | Lu Mingong (zh)                      | 662 av. J.-C. –660 av. J.-C.  |
| 姬申          | Ji Shen       | 魯釐公                               | Lu Xigong (en)                       | 660 av. J.-C. –627 av. J.-C.  |
| 姬興          | Ji Xing       | 魯文公                               | Lu Wengong (zh)                      | 627 av. J.-C. –609 av. J.-C.  |
| 姬赤          | Ji Chi        | usurpateur?                          | Zi Chi (zh)                          | 609 av. J.-C.                 |
| 姬倭          | Ji Wo         | 魯宣公                               | Lu Xuangong (zh)                     | 609 av. J.-C. –591 av. J.-C.  |
| 姬黑眩        | Ji Heixuan    | 魯成公                               | Lu Chenggong (zh)                    | 591 av. J.-C. –573 av. J.-C.  |
| 姬            | Ji Wu         | 魯襄公                               | Lu Xianggong (zh)                    | 573 av. J.-C. -542 av. J.-C.  |
| 姬毀          | Ji Ye         | usurpateur                           | Ziye (zh)                            | 542 av. J.-C.                 |
| 姬稠          | Ji Chou       | 魯昭公                               | Lu Zhaogong (zh)                     | 542 av. J.-C. –510 av. J.-C.  |
| 姬宋          | Ji Song       | 魯定公                               | Lu Dinggong (zh)                     | 510 av. J.-C. –495 av. J.-C.  |
| 姬蔣          | Ji Jiang      | 魯哀公                               | Lu Aigong (zh)                       | 495 av. J.-C. -467 av. J.-C.  |
| 姬寧          | Ji Ning       | 魯悼公                               | Lu Daogong (zh)                      | 467 av. J.-C. -429 av. J.-C.  |
| 姬嘉          | Ji Jia        | 魯元公                               | Lu Yuangong (zh)                     | 429 av. J.-C. –408 av. J.-C.  |
| 姬顯          | Ji Xian       | 魯穆公                               | Lu Mugong (zh)                       | 408 av. J.-C. –377 av. J.-C.  |
| 姬奮          | Ji Fen        | 魯共公                               | Lu Gonggong (zh)                     | 377 av. J.-C. –353 av. J.-C.  |
| 姬屯          | Ji Tun        | 魯康公                               | Lu Kanggong (zh)                     | 353 av. J.-C. –344 av. J.-C.  |
| 姬匽          | Ji Yan        | 魯景公                               | Lu Jinggong (zh)                     | 344 av. J.-C. –315 av. J.-C.  |
| 姬旅          | Ji Lü         | 魯平公                               | Lu Pinggong (zh)                     | 315 av. J.-C. –296 av. J.-C.  |
| 姬賈          | Ji Jia        | 魯文公                               | Lu Wengong (zh)                      | 296 av. J.-C. –273 av. J.-C.  |
| 姬讎          | Ji Chou       | 魯頃公                               | Lu Qinggong (zh)                     | 273 av. J.-C. –255 av. J.-C.  |